# Волки (батальон)
Батальон специального назначения «Волки» (макед. Баталјон за специјални намени „Волци“) — элитное подразделение Армии Северной Македонии, сформированное в 1994 году.

## История
Батальон специального назначения был образован 1 марта 1994 года, как «подразделение специального назначения» (6-й отряд), или «Волки». В 2003 году отряд был переименован в «Батальон специального назначения». Батальон был создан в процессе профессионализации армии Северной Македонии, от кандидатов требуется высокая степень психологической и физической готовности для поступления в батальон.
Солдаты батальона участвовали в миссиях в Ираке, Афганистане, Ливане, и в Боснии и Герцеговине.
Приняли участие в следующих военных тренировках:
- тренировочного прыжка с парашютом с армией США — 1995;
- Учения с вооруженными силами Соединенных Штатов «Зима 96»;
- Медицинский курс с вооруженными силами Соединенных Штатов;
- Первый курс NCO, 1996;
- Первая армейская тренировочного прыжка с парашютом, 1996;
- Первая тренировка подводного плавания, 1996.
- Первое сотрудничество с Турцей — Commando Training, 1997;
- Первая тренировка скалолазание, 1997;
- Участие в первых международных военных учениях «Спас 98».
- Первый селективный вызов для блока, 2000;
- Начало сотрудничество с Верховным Советом Швейцарии, 2000.
- Начало сотрудничество с вооруженными силами Республики Албания и Р. Греция, 2004;
- Учения «Балканский волк»
- Учения «Македонский блеск» 2007;
- Учения «Адриатика орёл 08», 2008;
- Участие в международных военных учениях Мостар 08 и 09 в Турецкой Республике.
- Участие в двусторонних военных учений в Республике Венгрия, 2011, 2012.

## Награды
В 2005 году указом президента Республики Македонии батальон специального назначения был награждён «Орденом военных заслуг» — первое присуждение этой медали в стране.